# Elapomorphus
Genre
Elapomorphus est un genre de serpents de la famille des Dipsadidae.

## Répartition
Les deux espèces de ce genre sont endémiques du Brésil.

## Liste des espèces
Selon The Reptile Database (20 août 2015) :
- Elapomorphus quinquelineatus (Raddi, 1820)
- Elapomorphus wuchereri Günther, 1861

## Publication originale
- Fitzinger, 1843 : Systema Reptilium, fasciculus primus, Amblyglossae. Braumüller et Seidel, Wien, p. 1-106. (texte intégral).